# 杉崎一雄
杉崎 一雄（すぎさき かずお、1925年（大正14年）4月28日 - 1998年（平成10年）4月6日）は、日本の国語学者である。

## 経歴・人物
東京府（現在の東京都）に生まれる。國學院大學卒業後、同大学の助教授として活動した。その後は共立女子短期大学や中京大学等に勤務しそれぞれ教授として活動した。この頃に大学教授としての傍ら、古代から現代までの文法における謙譲語を中心とした敬語法の研究に携わった。
また、この頃に池上秋彦や金田弘、鈴木丹士郎らと共に国語辞典の『大辞泉』の編纂に携わり、同委員の敬語専門として活動した。

## 著書
- 『国語法概説』
- 『平安時代敬語法の研究』